# 143 Records
143 Records – wytwórnia płytowa producenta muzycznego Davida Fostera. 143 to podwytwórnia Atlantic Records. Liczba 1-4-3 pochodzi od angielskiego "I Love You" (Kocham Cię).

## Artyści wytwórni
- Michael Bublé
- The Corrs
- Josh Groban
- Renee Olstead
- Bars and Melody